# Bronius Pauža

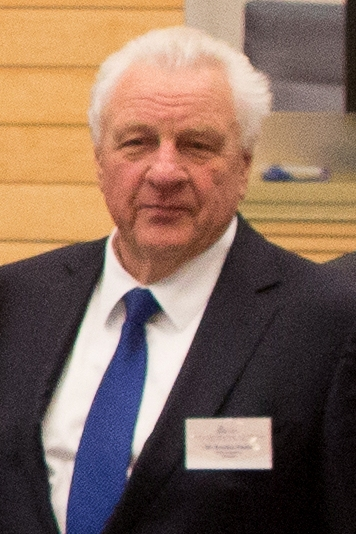
Bronius Pauža

Bronius Pauža (* 20. Juli 1941 in Žaliablėkiai, Rajongemeinde Šakiai) ist ein litauischer Politiker.

## Leben
Nach dem Abitur 1958 an der Mittelschule Griškabūdis bei Šakiai arbeitete er im Julius Janonis-Kolchos im Lesesaal und in der Bibliothek als Leiter (1958–1960).  Von 1960 bis 1965 absolvierte er das Diplomstudium der Agronomie an der Lietuvos žemės ūkio akademija. Von 1965 bis 1968 arbeitete er als leitender Agronom in Kuršėnai (Rajongemeinde Šiauliai). 1968–1973 leitete er Kolchos „Didžiojo Spalio“ in der Rajongemeinde Šiauliai. 1981–1985 war er Stellvertreter des Ministers am Landwirtschaftsministerium Litauens in Sowjetlitauen. 1988–1989 war er Minister der Agroindustrie.  Seit 2004 ist er Mitglied im Seimas.
Er war Mitglied von KPdSU und der Darbo partija. Seit 2006 ist er Mitglied der LSDP.

## Ehrung
- Verdienter Agronom Litauens (Lietuvos agronomų sąjunga), 2015[1]

## Familie
Bronius Pauža ist verheiratet und mit Frau Marija hat die Kinder Danas und Kastytis.